# Fort Moultrie
Fort Moultrie è un forte storico della Carolina del Sud, eretto nel 1776 in difesa del porto di Charleston, oggi non più in uso e adibito a monumento nazionale.

## Storia

### Guerra d'indipendenza americana
Nel 1776 l'allora colonnello William Moultrie era stato incaricato di controllare l'accesso al porto di Charleston, così ordinò la costruzione di un forte per difenderlo. La posizione del forte venne ubicata sull'isola di Sullivan, accanto alla quale le navi erano obbligate a passare per accedere al porto, rendendola così un punto altamente strategico e quindi ideale per erigere la fortezza.
La giustezza dell'iniziativa venne confermata il 28 giugno successivo, quando nella battaglia di Sullivan's Island una flotta inglese tentò di penetrare nella rada di Charleston per conquistare la città, venendo infine respinta dall'accanita resistenza degli americani trincerati nel forte non ancora ultimato. La brillante vittoria valse al colonnello Moultrie l'onore di vedersi intitolare il forte, in precedenza Fort Sullivan e da allora Fort Moultrie.
Quattro anni più tardi tuttavia Fort Moultrie venne perso durante l'assedio di Charleston, venendo rinominato dagli inglesi Fort Arbuthnot. Nel 1782, al ritiro degli inglesi per via della sconfitta finale nella guerra d'indipendenza americana, il forte tornò in possesso degli americani.

### Prima metà del XIX secolo
Terminata la guerra d'indipendenza, pareva che l'utilità di Fort Moultrie fosse finita e venne quindi abbandonato. Essendo costruito di tronchi di palme sabal facilmente deperibili già nel 1793 del forte rimanevano solo rovine, tuttavia in quell'anno il Congresso degli Stati Uniti, visto lo scoppio della guerra della prima coalizione, decise di ricostruirlo in vista di un'eventuale partecipazione al conflitto.
I lavori vennero ultimati nel 1798, tuttavia gli Stati Uniti non entrarono mai in guerra e il forte venne nuovamente abbandonato, finché un uragano non lo distrusse nel 1804. Tre anni più tardi il governo ordinò la costruzione di un terzo Fort Moultrie, stavolta in muratura, completato nel 1809 ma presto lasciato anch'esso a sé stesso. L'inizio della costruzione di un forte più strategico e soprattutto moderno, Fort Sumter, andò a peggiorare la situazione di Fort Moultrie, che pur rimanendo il centro del presidio di Charleston era trascurato e poco rifornito, fino ad arrivare al 1860 poco più che rudere.

### Guerra di secessione
Fort Moultrie tornò al centro dell'attenzione col deteriorarsi della situazione interna statunitense dopo le elezioni presidenziali del 1860 e la conseguente secessione della Carolina del Sud dal resto dell'Unione. Presto altri Stati la seguirono e divenne evidente l'imminenza di una guerra civile, e il rifiuto della guarnigione di Chalreston di arrendersi al nuovo governo sudista andò ad esacerbare la situazione in città.

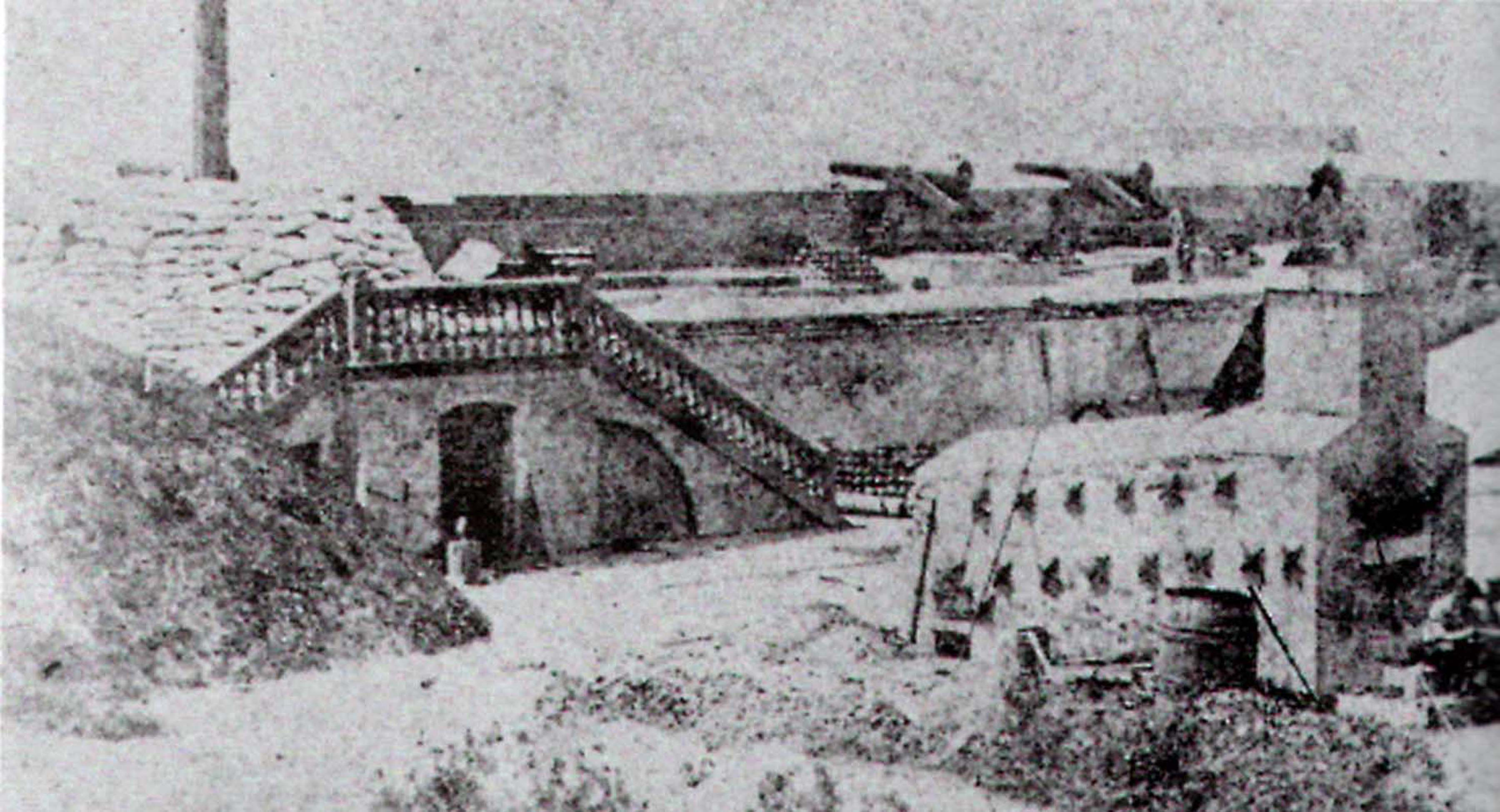
Fort Moultrie occupato dai sudisti nel 1861

Robert Anderson, comandante del presidio di Charleston, capendo che il malridotto Fort Moultrie sarebbe stato indifendibile, trasferì in segreto la guarnigione al vicino Fort Sumter, dove poco dopo si svolse l'omonima battaglia che funse da casus belli allo scoppio del conflitto. Fort Moultrie venne quindi occupato e rafforzato dai sudisti, e partecipò al bombardamento di Fort Sumter tra il 12 e il 13 aprile 1861.
Paradossalmente, durante la seconda battaglia di Fort Sumter del 1863 (che in realtà coinvolse l'intera baia di Chalreston), fu proprio la trascuratezza di Fort Moultrie a salvarlo dalle più grandi distruzioni. Mentre Fort Sumter venne ridotto a un cumulo di macerie dai continui bombardamenti nordisti, Fort Moultrie era protetto dalle grandi dune sabbiose caratteristiche dell'isola di Sullivan, che impedivano ai difensori di sparare accuratamente ma anche agli attaccanti di mirare verso il forte, che poté così giungere relativamente intatto alla fine della guerra civile nel 1865.

### Servizio successivo
Durante gli ultimi decenni del XIX secolo Fort Moultrie venne finalmente riparato e modernizzato, ma già all'inizio del XX secolo si comprese che le grandi fortezze non erano più utili nell'ambito della guerra moderna, facendo così perdere al forte gran parte della sua importanza strategica.
Rimasto in uso fino al 1947, dopo la sua dismissione si è integrato nei quartieri residenziali sorti nel frattempo sull'isola di Sullivan. Per preservarlo, nel 2007 il forte e i suoi immediati dintorni sono stati trasformati in un monumento nazionale.